# Estnische Badmintonmeisterschaft 2025
Die Estnische Badmintonmeisterschaft 2025 fand vom 30. Januar bis zum 1. Februar 2025 in Tartu statt. Es war die 61. Austragung der Titelkämpfe.

## Medaillengewinner
| Disziplin    | Gold                             | Silber                         | Bronze                     |
| ------------ | -------------------------------- | ------------------------------ | -------------------------- |
| Herreneinzel | Tauri Kilk                       | Andrei Schmidt                 | Karl Kert                  |
| Dameneinzel  | Kristin Kuuba                    | Helis Pajuste                  | Ramona Üprus               |
| Herrendoppel | Karl Kert Tauri Kilk             | Kristjan Kaljurand Raul Käsner | Andrei Schmidt Hugo Themas |
| Damendoppel  | Kati-Kreet Käsner Helina Rüütel  | Lumikki Liias Marija Paskotši  | Catlyn Kruus Ramona Üprus  |
| Mixed        | Kristjan Kaljurand Helina Rüütel | Mikk Õunmaa Ramona Üprus       | Rasmus Talts Emili Pärsim  |